# Federación Nicaragüense de Fútbol
Federación Nicaragüense de Fútbol ordnar med den organiserade fotbollen i Nicaragua, och bildades 1931.